# Волобуевка (Курский район)
Волобуевка — деревня в Курском районе Курской области России. Входит в состав Брежневского сельсовета.

## География
Деревня находится в центральной части Курской области, в пределах южной части Среднерусской возвышенности, в лесостепной зоне, на правом берегу ручья Хреновец (правый приток реки Малая Курица), на расстоянии примерно 18 километров (по прямой) к северо-западу от города Курска, административного центра района и области.

### Климат
Климат характеризуется как умеренно континентальный, с относительно жарким летом и умеренно холодной зимой. Среднегодовая температура воздуха — 5,5 °С. Средняя температура воздуха самого тёплого месяца (июля) — 18,7 °C (абсолютный максимум — 37 °С); самого холодного (января) — −9,3 °C (абсолютный минимум — −35 °С). Безморозный период длится около 152 дней. Среднегодовое количество атмосферных осадков составляет 587 мм, из которых 375 мм выпадает в период с апреля по октябрь. Снежный покров образуется в первой декаде декабря и держится в среднем 125 дней.

### Часовой пояс
Деревня Волобуевка, как и вся Курская область, находится в часовой зоне МСК (московское время). Смещение применяемого времени относительно UTC составляет +3:00.

## История
Деревня получила название по фамилии первопоселенцев — служилых людей Волобуевых.
Наиболее раннее упоминание деревни Волобуевки содержится в курской отказной книге: 8 апреля 7143 (1635) года Афанасию Дементьеву сыну Волобуеву было отказано (пожаловано) поместье Фёдора Кононова в деревне Волобуевой Курицкого стана Курского уезда.

## Население
| 2002 | 2010 |
| ---- | ---- |
| 8    | ↘3   |

### Половой состав
По данным Всероссийской переписи населения 2010 года в половой структуре населения мужчины составляли 33,3 %, женщины — соответственно 66,7 %.

### Национальный состав
Согласно результатам переписи 2002 года, в национальной структуре населения русские составляли 100 %.

## Инфраструктура
Личное подсобное хозяйство. В деревне 11 домов.

## Транспорт
Волобуевка находится в 11 км от автодороги федерального значения М2 «Крым» (часть европейского маршрута E 105), в 4 км от автодороги межмуниципального значения 38Н-182 (М-2 «Крым» – Верхняя Медведица – Разиньково), в 28 км от ближайшего ж/д остановочного пункта Букреевка (линия Орёл — Курск).
В 144 км от аэропорта имени В. Г. Шухова (недалеко от Белгорода).